# Enganyapastors cuagròs
L'enganyapastors cuagròs (Caprimulgus macrurus) és una espècie d'ocell de la família dels caprimúlgids (Caprimulgidae) que habita boscos clars, camp obert i ciutats a les terres baixes des del nord-est del Pakistan, nord i centre de l'Índia i sud de la Xina, cap al sud, a través del Sud-est Asiàtic, illes Andaman, Sumatra (amb les properes Riau), Borneo (amb la propera Banggi), Java, Illes Petites de la Sonda de Bali, Lombok, Sumbawa, Filipines sud-occidentals (Palawan i les Calamian), Moluques (amb les Seram Laut), Tanimbar i les illes Aru fins a les Raja Ampat. (Waigeo, Batanta), Nova Guinea (incloent la majoria de les illes cap a l'est fins als arxipèlags D'Entrecasteaux i Louisiade); Nova Bretanya. Costa nord-est d'Austràlia des del Territori del Nord, cap a l'oest fins Melville i Port Keats, cap a l'est fins Queensland, des de la Península del Cap York cap al sud fins l'illa Fraser.